# Ан-325
Ан-325 «Мрія»  — проєкт еволюції Ан-225 «Мрія», розроблений з метою виводу космічних апаратів різноманітного призначення на колові, еліптичні та висококолові орбіти, включно з геостаціонарною.
Оригінально Ан-325 заплановано використовувати як невід'ємну частину авіаційного космічного ракетного комплексу «Світязь», який згідно з проєктом складається з літака-носія та встановленої на ньому ракети-носія.
Відмінністю від Ан-225 є наявність 8 двигунів замість оригінально 6 (дві пари з'єднані).

## Історія створення
Ідея розробки Ан-325 виникла у 80-х рр. під час гонки із завоювання космосу. Головним призначенням літака повинно бути використання як стартового майданчика для запуску ракети.
Ан-325 спроєктували на базі Ан-225 Мрія, збільшивши розміри і доповнивши додатковим відсіком для палива. В зв'язку з переважанням об'єму здатного до транспортування пального над його вагою, Ан-325 було укомплектовано відповідними кріпленнями на фюзеляжі для транспортування зовнішнього баку.